# Шипицыно (Свердловская область)
Шипицыно — село  Измоденовской сельской администрацииМахнёвского муниципального образования Свердловской области России. 

## Географические положения
Село Шипицыно расположено в 45 километрах (по автотрассе в 54 километрах) к северу от города Алапаевска, на правом берегу реки Иски (левый приток реки Мугай), в 4 километрах от устья.

## Прокопиевский храм
В 1779 году был заложен каменный двухэтажный четырёхпрестольный храм, нижний придел которой был освящён в честь Святого Димитрия, митрополита Ростовского в 1788 году. Придел был освящён в честь Богоявления Господня 30 июня 1869 года, а верхний придел был освящён в честь правого Прокопия Устюжского в 1815 году, другой придел был освящён в честь Святой Живоначальной Троицы в 1880 году. Храм был закрыт в 1930-е годы, а позднее был снесён.

## Население
| 2002 | 2010 |
| ---- | ---- |
| 42   | ↘13  |